# Leopoldo Girelli
Leopoldo Girelli (Predore, Província de Bergamo, Itália, 13 de março de 1953) é um clérigo italiano, arcebispo católico romano e diplomata da Santa Sé.

## Biografia
Em 17 de junho de 1978, Leopoldo Girelli recebeu o Sacramento da Ordem para a Diocese de Bérgamo do Bispo Giulio Oggioni. Após a formação na Pontifícia Academia Diplomática (1984-1987), Girelli foi Secretário da Nunciatura Apostólica em Camarões (1987-1991) e na Nova Zelândia (1991-1993). Em seguida, atuou como assessor do Departamento de Assuntos Gerais do Secretário de Estado do Vaticano (1993-2001) e de 2001 a 2006 para a Nunciatura Apostólica nos Estados Unidos.
Em 13 de abril de 2006, o Papa Bento XVI o nomeou Arcebispo titular de Capreae e Núncio Apostólico na Indonésia. O cardeal secretário de Estado Angelo Sodano conferiu sua consagração episcopal em 17 de junho do mesmo ano na igreja do seminário de Bérgamo; Os co-consagradores foram o arcebispo da Cúria Robert Sarah e o bispo de Bérgamo, Roberto Amadei. Em 10 de outubro de 2006, Leopoldo Girelli tornou-se Núncio Apostólico em Timor Leste. Ele também se tornou Núncio Apostólico em Singapura e Delegado Apostólico na Malásia e Brunei em 13 de janeiro de 2011, bem como representante papal não residente no Vietnã. Em 18 de junho do mesmo ano, Girelli também se tornou núncio apostólico na Associação de Nações do Sudeste Asiático. Em 16 de janeiro de 2013, ele renunciou aos cargos de Núncio Apostólico em Timor Leste e Delegado Apostólico na Malásia e Brunei Darussalam.
O Papa Francisco o nomeou Núncio Apostólico em Israel e Delegado Apostólico em Jerusalém e Palestina em 13 de setembro de 2017. Dois dias depois, o papa também o nomeou núncio em Chipre.
Em 13 de março de 2021, o Papa Francisco o nomeou Núncio Apostólico na Índia e em 13 de setembro do mesmo ano no Nepal.